# Francisco Antonio Fasani
 Francisco Antonio Fasani  (Francesco Antonio Fasani) - (1681 - 1742) - Sacerdote - Gran predicador, confesor y teólogo.

## Su vida
Francisco Antonio Fasani nació el 6 de agosto de 1681 en Lucera en la región de Pouilles en Italia en el seno de una familia modesta pero cristiana. Sus padres tenían el hábito de rezar el Santo Rosario todas las tardes, delante de una imagen de la Santa Virgen.
Para su educación, es confiado a los Religiosos Hermanos Menores Conventuales (Franciscanos) del convento de San Ángel del Monte Gargano. Entra como novicio en 1695 y al año siguiente pronuncia sus votos.
Es ordenado sacerdote el 11 de septiembre de 1705. continua así y termina sus estudios de filosofía en Asís y obtiene el grado de Maestro. Este título le quedará, ya que será llamado Il Padre Maestro.
Muere en Lucera el 29 de noviembre de 1742. Toda la ciudad participará en las exequias sollozando : « ¡ Nuestro Santo Padre Maestro ha muerto ! »

### El predicador
Comienza a predicar en la Cuaresma de 1707. Habla con claridad y simplicidad.
Invita vivamente a sus invitados a las prédicas el de convertirse, y esto fue contestado por los racionalistas de ese tiempo cuando se aferraba a criticar los vicios y las injusticias sociales. Un testigo cuenta: : « Predicaba con un fervor sensible, de tal manera que imprimía en el alma las verdades que anunciaba... Hablaba de la Madre de Dios con una devoción, una ternura y una expresión en el rostro tan afectuosa, que parecía haber tenido una plática cara a cara con Ella ».

### El confesor
Consagra numerosas horas a la confesión. Recibe con benevolencia a los penitentes de la región de Pouilles y de Molise.

### El predicador de la Inmaculada
Desde su infancia donde la recitación del Rosario era práctica permanente en su familia, tuvo siempre una profunda devoción a la Inmaculada. Tenía la costumbre de distribuir a aquellos que le escuchaban imágenes piadosas de la Virgen María diciéndoles: « Si la Madre de Dios es inmaculada, es para ser el refugio de los pecadores ». Repite incansablemente que Maria, enemiga del pecado, es al mismo tiempo la Madre de la Misericordia y la « Puerta del Cielo », que incita a orar, a frecuentar los sacramentos de penitencia y Eucaristía, a escuchar a su Hijo u a seguirle.

### Hermano de los pobres
Francisco Antonio vive de manera simple, se contenta con un simple colchón, ofrece sus vestimentas a los mendigos que lo necesitan. Por ellos, pide limosna y vestidos.
En 1721, el Papa Clemente XI le confía la administración de la Provincia franciscana de Saint-Ange. Gasta sin contar solo para proteger a los más pobres, creando un banco de crédito en el seno del convento a fin de permitir a los más necesitados el poder comer y vestirse. Se dirá de él « En una época caracterizada por una gran insensibilidad de los poderosos en contra de los problemas sociales, nuestro santo se desvive en una caridad inagotable para la elevación espiritual y material de su gente. avec une charité inépuisable pour l’élévation spirituelle et matérielle de son peuple. Su preferencia es para la sociedad mas despreciada y más explotada, sobre todo los humildes trabajadores del campo, los enfermos, los prisioneros. Hace prueba a iniciativas geniales, solicitando la cooperación de las clases más favorecidas, realizando así formas de asistencia concreta, que han parecido anticipar y anunciar las formas modernas de asistencia social».

## Milagros
Varios milagros fueron obrados aun en vida :
- Defendiéndose de una acusación frente al Papa, no dice nada, y se contenta de besar humildemente el pie del Soberano Pontífice. El, quien sufre de gota, se ve al instante sanado de su mal, reconociendo la inocencia de Francisco.

- Un día estaba en el púlpito, en la predicación, su obispo le pidió que se callara, lo que hizo inmediatamente. Tiempo después, el obispo se siente muy enfermo y requiere la presencia del sacerdote franciscano. No va, se contenta en responder a los que vinieron a buscarle: « Inútil, ya recibió su sanación de Maria Inmaculada »

## A la Gloria de los Altares
- Beatificado el 15 de abril de 1951 por el Papa Pío XII
- Canonizado el 13 de abril de 1986 por el Papa Juan Pablo II, quien ha dicho de él : « Predicador incansable, San Fasani no atenúa las exigencias del Mensaje Evangélico en el deseo de agradar a los hombres  ».

## Fiesta
29 de noviembre

## Fuente
- Osservatore Romano: 1986 n.16 p.1-2

- Datos: Q603217
- Multimedia: Francis Fasani / Q603217